# Evangelische Kerk in Duitsland

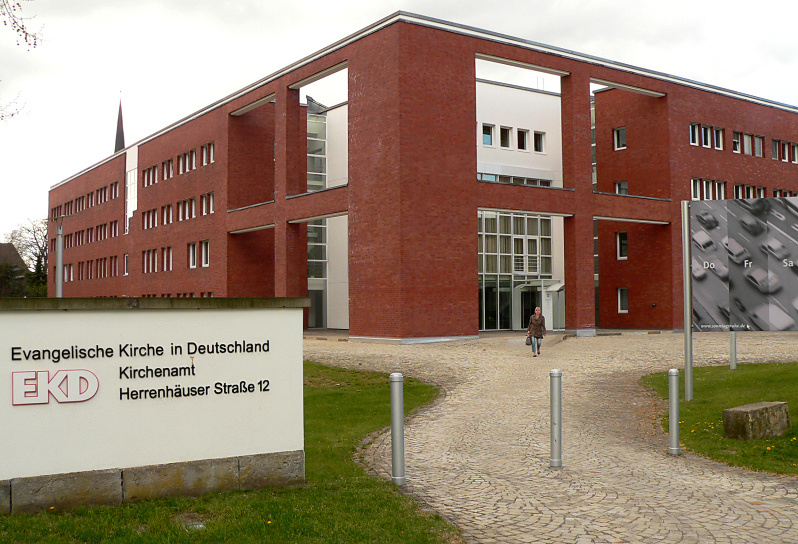
Hoofdkantoor van de EKD in Hannover

De Evangelische Kerk in Duitsland (EKD) is een protestantse gemeenschap van twintig lutherse, gereformeerde en verenigde kerken in Duitsland, en is opgericht in 1948. Deze onafhankelijke lidkerken hebben ongeacht hun verschillende geloofsbelijdenissen volledige communio en de leden mogen aan elkaars avondmaalsvieringen deelnemen. Het hoofdkantoor van de EKD is gevestigd in Hannover.
De EKD ondersteunt de Conferentie van Europese Kerken (KEK), waar zij samen met andere protestantse, anglicaanse en oosters-orthodoxe kerken uit bijna alle Europese landen deel van uitmaken. De EKD is lid van de raad van Christelijke Kerken in Duitsland (ACK). Bovendien maken alle lidkerken tevens deel uit van de Gemeenschap van Protestantse Kerken in Europa (CPCE) en ook van de Wereldraad van Kerken.

## Lutheranisme in de Tweede Wereldoorlog
De rol van de Duitse lutherse kerken onder het naziregime is dubieus. De nationaalsocialisten kregen meer stemmen uit protestantse hoek dan van de katholieke kant van het Duitse volk, mede doordat de protestanten geen herkenbare eigen partij hadden, zoals de rooms-katholieken deze wel kenden in de vorm van het Zentrum. De rooms-katholiek opgevoede Hitler heeft op momenten zelfs een duidelijke sympathie uitgesproken voor de protestantse kerk, en probeerde de verschillende landskerken door eenmaking tot een pro-nationaalsocialistische nationale kerk naar zijn hand te zetten. De rooms-katholieken konden wegens hun binding aan de paus te Rome niet meedoen met een volledig Duitse kerk, wat hen verdacht maakte in nazi-ogen.
Behalve steun voor het nazisme vanuit het lutheranisme waren er echter ook theologen die zich verzetten tegen het verregaande overheidsingrijpen en het opdringen van de nationaalsocialistische ideologie aan de kerken. Zie o.a.: Theologische verklaring van Barmen.  Vele lutherse christenen die zich openlijk tegen Hitler hadden uitgesproken zijn omgekomen in de concentratiekampen, van wie Dietrich Bonhoeffer, geëxecuteerd wegens zijn betrokkenheid bij een aanslag op Hitler in 1944, de bekendste was.